# 伊对
伊对是中華人民共和國一款视频類恋爱、相亲App，由北京米连科技有限公司开发，任喆創辦。伊对同時提供紅娘服務。公司成立於2015年。
2019年6月，伊对進行第一笔融资，伊对在A轮融资中获得蓝驰创投数千万人民币的投資。2020年6月，伊对完成数千万美元B轮融资，小米、云九资本參與投資。
有人在黑猫投诉平台指控伊对非法獲取用戶信息。2022年4月20日，伊对因為涉嫌超范围收集个人信息而被工信部点名批評。